# Jorge Aguilar
Jorge Roberto Aguilar Mondaca (Santiago del Cile, 8 gennaio 1985) è un ex tennista cileno.

## Carriera
Giocatore destrimane e dal rovescio a due mani.
Ad inizio carriera si dimostra un promettente giocatore, vincendo nel 2001 il campionato del mondo U16.
L'8 marzo 2010 debutta in singolare di Coppa Davis e batte l'israeliano Harel Levy con un 7-6, 6-1. Il giorno prima il suo debutto nel doppio assieme a Paul Capdeville fallì in cinque set contro la coppia israeliana composta da Jonathan Erlich ed Andy Ram.
Nel 2008 diventa il 4º del ranking in Cile ed attualmente è il 283º al mondo.
Nel 2010, ha raggiunto la posizione più alta nella classifica ATP, con il 167º posto.

## Statistiche

### Singolare

#### Vittorie (16)
| ITF Futures Series (16) |

| N   | Data             | Torneo                  | Superficie | Avversario in finale        | Punteggio         |
| 1.  | 21 agosto 2006   | Mexico F13, Messico     | Cemento    | Daniel Garza                | 7–6(4), 6–1       |
| 2.  | 6 novembre 2006  | Chile F3, Cile          | Cemento    | Iván Miranda                | 6–1, 6–4          |
| 3.  | 15 ottobre 2007  | Chile F1, Cile          | Cemento    | Damián Patriarca            | 6–3, 3–6, 7–6(8)  |
| 4.  | 19 novembre 2007 | Chile F6, Cile          | Cemento    | Leandro Migani              | 6–3, 3–6, 7-5     |
| 5.  | 6 ottobre 2008   | Chile F1, Cile          | Cemento    | Federico Sansonetti         | 6-2, 6-1          |
| 6.  | 13 ottobre 2008  | Chile F1, Cile          | Cemento    | Federico Sansonetti         | 6-2, 6-2          |
| 7.  | 3 novembre 2008  | Perù F4, Perù           | Cemento    | Gabriel Moraru              | 4-6, 7-5, 7–6(4)  |
| 8.  | 25 maggio 2009   | Argentina F7, Argentina | Cemento    | Federico Delbonis           | 6-3, 6-4          |
| 9.  | 24 agosto 2009   | Brazil F16, Brasile     | Cemento    | Andre Miele                 | 3-6, 6-3, 7–6(2)  |
| 10. | 31 agosto 2009   | Brazil F17, Brasile     | Cemento    | Tiago Lopes                 | 6-1, 6-2          |
| 11. | 5 ottobre 2009   | Chile F1, Cile          | Cemento    | Guillermo Rivera-Aránguiz   | 7–6(9), 6-2       |
| 12. | 26 ottobre 2009  | Chile F4, Cile          | Cemento    | Cristóbal Saavedra-Corvalán | 6(10)–7, 6-3, 6-3 |
| 13. | 2 novembre 2009  | Chile F5, Cile          | Cemento    | Iván Miranda                | 6-4, 7-5          |
| 14. | 3 luglio 2011    | France F10, Francia     | Cemento    | Kenny De Schepper           | 7–6(4), 6-4       |
| 15. | 9 giugno 2012    | Chile F7, Cile          | Cemento    | Guillermo Rivera-Aranguiz   | 7–6(4), 6-4       |
| 16. | 24 giugno 2012   | Perù F5, Perù           | Cemento    | Julio-Cesar Campozano       | 6-3, 5-7, 6-4     |